# Liste des parcs d'État du Maine

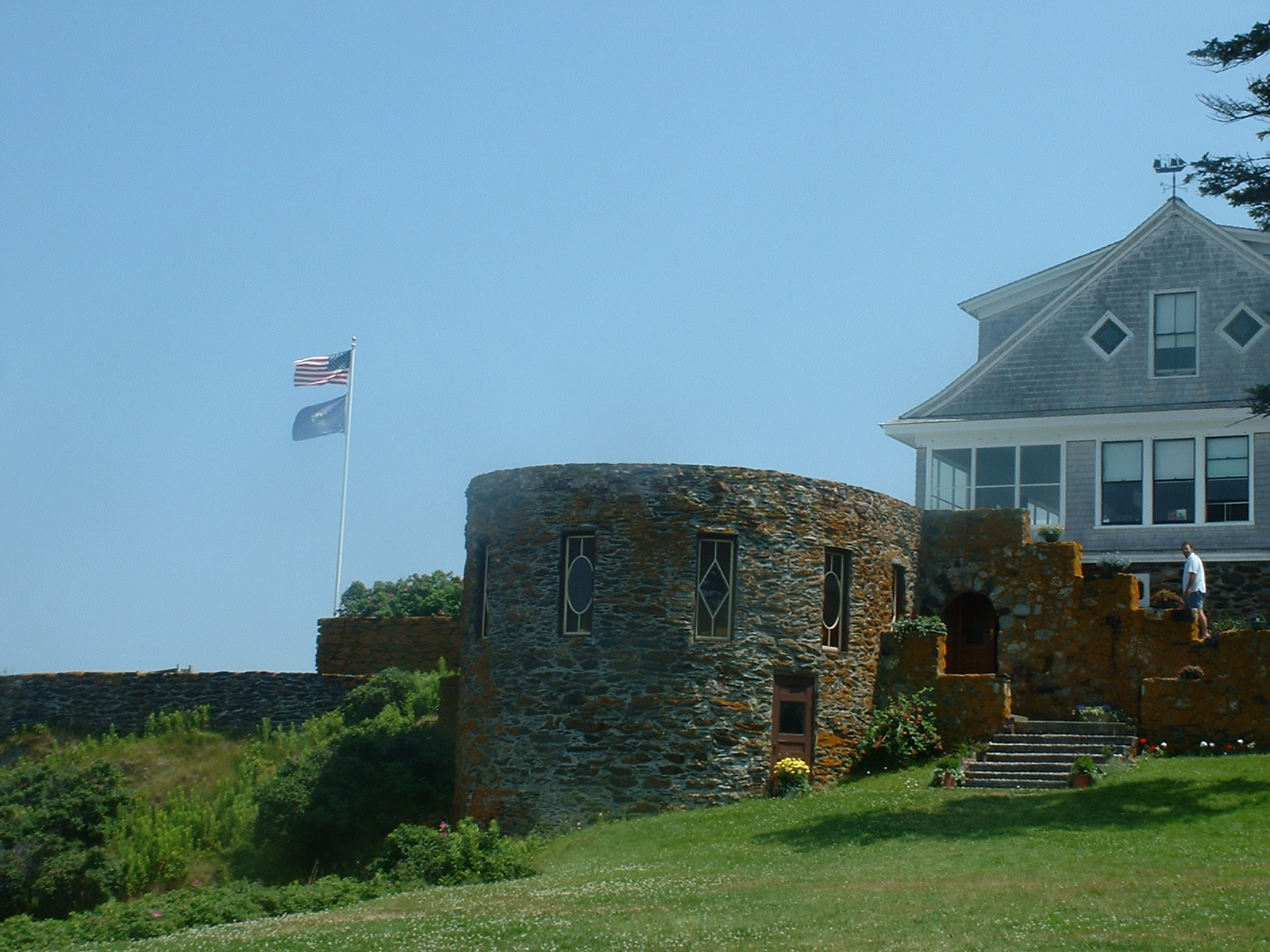
Eagle Island

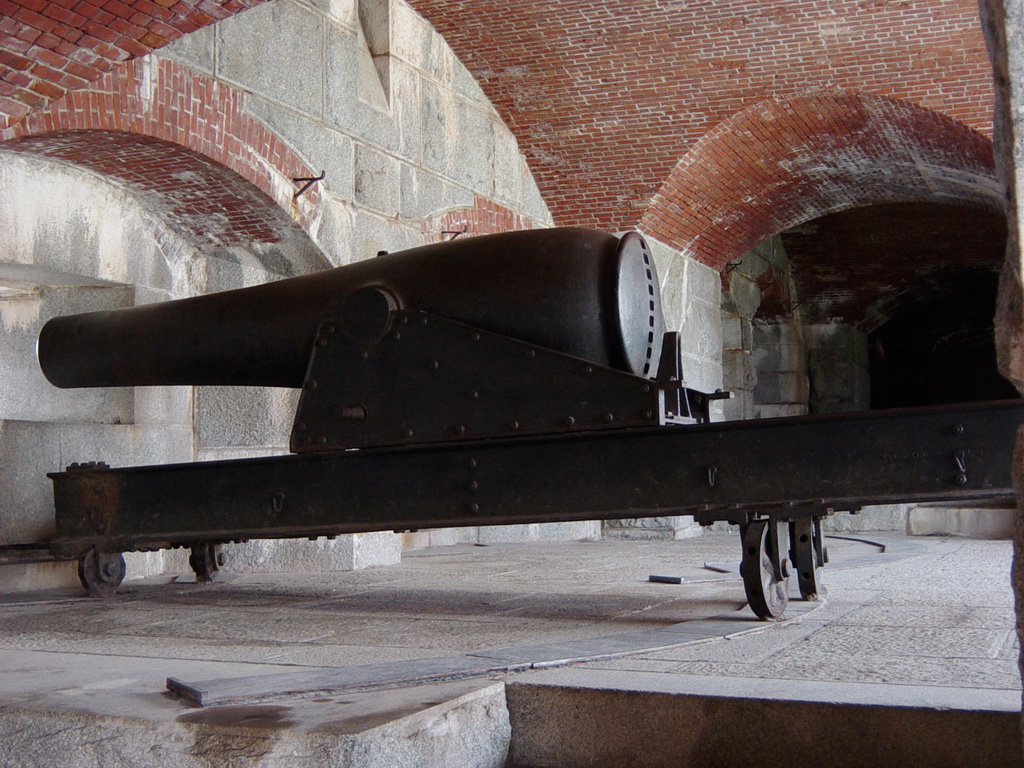
Fort Knox

Liste des parcs d'État du Maine aux États-Unis d'Amérique par ordre alphabétique. Ils 
sont gérés par le Maine Department of Conservation à l'exception du parc Baxter qui est géré par la 	Baxter State Park Authority.

## Parcs d'État
- Allagash Wilderness Waterway
- Aroostook
- Baxter
- Birch Point
- Bradbury Mountain
- Camden Hills
- Cobscook Bay
- Crescent Beach
- Damariscotta Lake
- Ferry Beach
- Fort Point
- Grafton Notch
- Holbrook Island Sanctuary
- Lake St. George
- Lamoine
- Lily Bay
- Moose Point
- Mount Blue
- Peacock Beach
- Peaks-Kenny
- Penobscot River Corridor
- Popham Beach
- Quoddy Head
- Range Ponds
- Rangeley Lake
- Reid
- Roque Bluffs
- Shackford Head
- Sebago Lake
- Swan Lake
- Swans Falls Campground
- Two Lights
- Vaughan Woods
- Warren Island
- Wolfe's Neck Woods

## Réserves d'État
- Bald Mountain
- Bigelow Preserve
- Chain of Ponds
- Chamberlain Lake
- Cutler Coast
- Dead River
- Deboullie
- Dodge Point
- Donnell Pond
- Duck Lake
- Eagle Lake
- Four Ponds
- Gero Island
- Great Heath
- Holeb
- Little Moose
- Mackworth Island
- Mahoosuc
- Moosehead Lake
- Nahmakanta
- Pineland
- Richardson
- Rocky Lake
- Round Pond
- Scraggly Lake
- Seboeis
- Squapan
- Telos
- Wassataquoik

## Sites d'État historiques
- Bible Point
- Colburn House
- Colonial Pemaquid
- Eagle Island
- Fort Baldwin
- Fort Edgecomb
- Fort Halifax
- Fort Kent
- Fort Knox
- Fort McClary
- Fort O'Brien
- Fort Popham
- John Paul Jones
- Katahdin Iron Works
- Whaleback Shell Midden